# 澄江街道 (台州市)
澄江街道，中国浙江省台州市黄岩区下辖的一个街道。

## 行政区划
现辖：
东岙里村、沈岙里村、桥前村、后林村、横屋村、临西村、三官堂村、下灰洋村、石柜岙村、石柜岙口村、余家屿村、葛村、凉棚岭村、童家洋村、仙浦汪村、桥头王村、仙浦喻村、东江河村、星江村、江田村、仪江村、焦坑村、凤洋村、山头舟村和大巍头村。